# Liste der Baudenkmäler in Gleiritsch
Auf dieser Seite sind die Baudenkmäler in der Oberpfälzer Gemeinde Gleiritsch zusammengestellt. Diese Tabelle ist eine Teilliste der Liste der Baudenkmäler in Bayern. Grundlage ist die Bayerische Denkmalliste, die auf Basis des Bayerischen Denkmalschutzgesetzes vom 1. Oktober 1973 erstmals erstellt wurde und seither durch das Bayerische Landesamt für Denkmalpflege geführt wird. Die folgenden Angaben ersetzen nicht die rechtsverbindliche Auskunft der Denkmalschutzbehörde.
 Die Liste gibt den Fortschreibungsstand vom 27. Juli 2016 wieder und umfasst drei Baudenkmäler.

## Baudenkmäler nach Ortsteilen

### Gleiritsch
| Lage                     | Objekt                                 | Beschreibung                                                                             | Akten-Nr.             | Bild           |
| ------------------------ | -------------------------------------- | ---------------------------------------------------------------------------------------- | --------------------- | -------------- |
| Hauptstraße 6 (Standort) | Ehemaliges Wohnstallhaus               | Bezeichnet mit „1889“, mit Stichbogengewände, 1927 umgestaltet.                          | D-3-76-131-1 Wikidata | weitere Bilder |
| Hauptstraße 8 (Standort) | Ehemaliges Wohnstallhaus               | 18./19. Jahrhundert                                                                      | D-3-76-131-2 Wikidata | weitere Bilder |
| Kirchstraße 1 (Standort) | Katholische Kirche St. Maria Magdalena | Im Kern romanisch, Chor und Westturm gotisch (Kirchenerweiterung 1978); mit Ausstattung. | D-3-76-131-4 Wikidata | weitere Bilder |